# Blažice
Blažice este o comună slovacă, aflată în districtul Košice-okolie din regiunea Košice. Localitatea se află la altitudinea de 208 m deasupra n.m., se întinde pe o suprafață de 3,4 km2 și în 2017 număra 631 de locuitori.

## Istoric
Localitatea Blažice este atestată documentar din 1245.

## Demografie
| An:                | 1994 | 2004    | 2014    | 2024   |
| ------------------ | ---- | ------- | ------- | ------ |
| Număr de persoane: | 395  | 496     | 600     | 655    |
| Diferență:         |      | +25,56% | +20,96% | +9,16% |

| An:                | 2023 | 2024   |
| ------------------ | ---- | ------ |
| Număr de persoane: | 645  | 655    |
| Diferență:         |      | +1,55% |